# Pin à pignons
Cembroides
Sous-section
Classification phylogénétique
Les  pins à pignons sont une sous-section qui regroupe plusieurs espèces de pins qui poussent principalement au sud-ouest des États-Unis et au Mexique. Ils appartiennent tous à la famille des Pinacées et au genre Pinus, et selon les classifications : soit au sous-genre Ducampopinus, section Parryana, sous-section Cembroides, soit au sous-genre Strobus, section Parrya, sous-section Cembroides.
Les cônes de ces pins contiennent des pignons qui étaient très importants dans l'alimentation des Amérindiens de la région[évasif]. L'odeur du bois lorsqu'il est brûlé est tout à fait spécifique.
Il existe huit espèces, sous-espèces ou variétés de pins à pignons (Pinus Cembroides) :
- Pinus cembroides –
- Pinus orizabensis ou Pinus cembroides subsp. orizabensis
- Pinus johannis ou Pinus cembroides subsp. orizabensis var. bicolor
- Pinus culminicola –
- Pinus remota –
- Pinus edulis –
- Pinus monophylla –
- Pinus quadrifolia –

D'autres espèces mexicaines sont elles aussi régulièrement considérées comme appartenant au groupe :
- Pinus rzedowskii –
- Pinus pinceana –
- Pinus maximartinezii –
- Pinus nelsonii –

Le Pin de Bristlecone du sud-ouest des États-Unis et le Pin Napoléon originaire d'Asie font également partie de ce groupe.
Le Geai des pinèdes (Gymnorhinus cyanocephalus) tire son nom de ces arbres aux États-Unis, vu que l'essentiel de son alimentation consiste en des pignons. Cette espèce est très importante pour la dissémination des semences car l'oiseau les cache sous terre pour sa consommation future et il arrive qu'il ne les consomme pas tous, ce qui permet à l'arbre de se propager plus facilement. Le Geai des volcans et le Cassenoix d'Amérique apprécient également les semences de ces arbres. D'autres espèces apprécient les semences mais ne les dispersent pas aussi bien.